# Coelorinchus platorhynchus
Coelorinchus platorhynchus es una especie de pez de la familia Macrouridae en el orden de los Gadiformes.

## Hábitat
Es un pez de aguas profundas que vive entre 871-1034 m de profundidad.

## Distribución geográfica
Se encuentra en las Filipinas e Indias Orientales.